# Marek Adamkiewicz (polski naukowiec)
Marek Zbigniew Adamkiewicz (ur. 1953) – polski filozof i etyk, jeden z prekursorów tanatologii w Polsce, doktor habilitowany filozofii, profesor Wojskowej Akademii Technicznej im. Jarosława Dąbrowskiego, podpułkownik Wojska Polskiego w stanie spoczynku.

## Życiorys i kariera naukowa
W 1978 ukończył studia z archeologii na Wydziale Filozoficzno-Historycznym Uniwersytetu Łódzkiego. Tytuł zawodowy magistra uzyskał na podstawie pracy pt. Osada w Leśnie na tle osad kultury łużyckiej na Pomorzu Wschodnim (promotor: Andrzej Nowakowski). Ukończył też studia podyplomowe z religioznawstwa. W 1990 uzyskał stopień doktora nauk humanistycznych z zakresu filozofii w specjalności etyka na Wydziale Nauk Pedagogicznych Wojskowej Akademii Politycznej w Warszawie, na podstawie rozprawy doktorskiej pt. Rozwój poglądów na moralną wartość pracy w Polsce Ludowej, pod kierunkiem prof. Mieczysława Michalika. W latach 90. pracował na stanowisku adiunkta w ówczesnym Instytucie Nauk Humanistycznych na Wydziale Cybernetyki WAT. W latach 2002/3-2017 był kierownikiem Zakładu Nauk Humanistycznych, który powstał w miejsce tegoż Instytutu (ów Zakład w 2003 został włączony w skład przeformowanego Instytutu Organizacji i Zarządzania, przeniesionego w 2019 do nowo utworzonego Wydziału Bezpieczeństwa, Logistyki i Zarządzania). W 2004 na Wydziale Nauk Społecznych Uniwersytetu Śląskiego w Katowicach obronił rozprawę habilitacyjną pt. Zagadnienie śmierci w bioetyce i uzyskał stopień doktora habilitowanego nauk humanistycznych w zakresie filozofii. Następnie został awansowany na stanowisko profesora nadzwyczajnego WAT. Obecnie jest profesorem WAT (profesorem uczelni) w Zakładzie Nauk Humanistycznych Instytutu Organizacji i Zarządzania na Wydziale Bezpieczeństwa, Logistyki i Zarządzania oraz członkiem Rady Dyscypliny Nauki o Bezpieczeństwie (na tymże Wydziale). W 2018 za zasługi dla obronności kraju został odznaczony przez Prezydenta RP Andrzeja Dudę Złotym Krzyżem Zasługi
Specjalizuje się głównie w etyce, zwłaszcza etyce zawodowej (w tym żołnierskiej) i bioetyce oraz w szeroko pojmowanych naukach o bezpieczeństwie. Za pisarstwo popularnonaukowe z etyki i etosu wojskowego w 1992 został uhonorowany doroczną nagrodą dziennikarską „Wojska i Wychowania” – pisma żołnierzy zawodowych WP. Na bazie zainteresowań bioetycznych jako jeden z pierwszych polskich filozofów zajął się profesjonalnie tanatologią (z obszaru której uzyskał habilitację). Jest autorem (i współautorem) kilkunastu książek, licznych artykułów, grantów i prac naukowych.

## Wybrane publikacje
- Przemiany etosu zawodu wojskowego, wyd. Akademia Obrony Narodowej, Warszawa 1992.
- Poglądy na obronność i wojsko w badaniach demoskopowych, wyd. Biuro Prasy i Informacji MON, Warszawa 1995.
- Tradycje i współczesność etosu oficera Wojska Polskiego (redaktor naukowy, współautor), wyd. Wojskowa Akademia Techniczna, Warszawa 1997.
- Wybrane zagadnienia z historii etosu wojska, wyd. Wojskowa Akademia Techniczna, Warszawa 1997.
- Z dziejów etosu wojska, Dom Wydawniczy Bellona, Warszawa 1997.
- Etyka zawodu wojskowego, wyd. Wojskowa Akademia Techniczna, Warszawa 1998.
- Zagadnienie śmierci w bioetyce, wyd. Wojskowa Akademia Techniczna, Warszawa 2002.
- Oblicza śmierci: propedeutyka tanatologii, wyd. Europejskie Centrum Edukacyjne, Toruń; Łysomice 2004.
- Od etyki do bioetyki, wyd. Wojskowa Akademia Techniczna, Warszawa 2007.
- Wartość pracy w polskiej tradycji moralnej, wyd. Wojskowa Akademia Techniczna, Warszawa 2008.
- Pole walki jako antynomia bezpieczeństwa (redaktor naukowy, współautor), wyd. Wojskowa Akademia Techniczna, Warszawa 2010.
- Interdyscyplinarny wymiar bezpieczeństwa (redaktor naukowy, współautor), wyd. Wojskowa Akademia Techniczna, Warszawa 2012.
- Wprowadzenie do etyki zawodowej, Redakcja Wydawnictw Wojskowej Akademii Technicznej, Warszawa 2015.
- Etyczne przejawy wiedzy o bezpieczeństwie, wyd. Wojskowa Akademia Techniczna, Warszawa 2021.